# Christian Jecker
Christian Jecker est un footballeur et entraîneur français, né le 15 novembre 1940 à Friville-Escarbotin (Somme), qui jouait au poste de défenseur de la fin des années 1950 au début des années 1970.

## Biographie
Natif de Friville-Escarbotin, il commence sa carrière au SC Abbeville en juniors puis au LOSC Lille (1958-1961) avant de jouer pour le Red Star (1961-1966). Il le  joue ensuite en faveur du Gazélec Ajaccio (1966-1969), puis de Châteauroux (1969-1970), avant de finir sa carrière comme entraîneur-joueur à Orgon (1970-1971).
Christian joue au total deux saisons en Division 1, avec Lille (1958-1959) et le Red Star (1965-1966), pour un total de 33 matchs à cet échelon, ainsi que huit saisons de Division 2 entre 1959 et 1970, pour un total de 151 matchs et trois buts à ce niveau.
À deux reprises, il atteint les quarts de finale de la Coupe de France, en 1960 avec le LOSC, puis en 1964 avec le Red Star.

## Carrière
- avant 1958 :  SC Abbeville
- 1958-1961 :  LOSC Lille (D1, D2)
- 1961-1966 :  Red Star FC (D2, D1)
- 1966-1969 :  Gazélec Ajaccio (CFA, D2)
- 1969-octobre 1970 :  LB Châteauroux (CFA, D2)
- octobre 1970-1971 :  FC Orgon (niveau inconnu)

## Palmarès
- Vice-champion de France de D2 en 1965 avec le Red Star
- Vainqueur du Groupe Sud-Est du championnat de France amateur en 1967 et 1968 avec le Gazélec Ajaccio